# Сокружени (Ботошани)
Сокружени (рум. Socrujeni) насеље је у Румунији у округу Ботошани у општини Горбанешти. Oпштина се налази на надморској висини од 109 m.

## Становништво
Према подацима из 2002. године у насељу је живело 860 становника, од којих су сви румунске националности.